# Michael Forslund
Michael Olof Forslund (ur. 22 lipca 1986 w Morze) – szwedzki narciarz dowolny, specjalizujący się w skicrossie. Startował dwukrotnie na Igrzyskach olimpijskich, lecz najlepszy wynik zanotował w Soczi, gdzie zajął 22. miejsce. Startował trzykrotnie na mistrzostwach świata, najlepszy wynik zanotował w 2015 roku gdzie zajął 12. miejsce w skicrossie. Najlepsze wyniki w Pucharze Świata osiągnął w sezonie 2010/2011, kiedy to zajął 79. miejsce w klasyfikacji generalnej, a w klasyfikacji skirossu był 24.

## Sukcesy

### Igrzyska olimpijskie
| Miejsce | Dzień     | Rok  | Miejscowość | Konkurencja | Zwycięzca             |
| ------- | --------- | ---- | ----------- | ----------- | --------------------- |
| 27.     | 21 lutego | 2010 | Vancouver   | Skicross    | Michael Schmid        |
| 22.     | 20 lutego | 2014 | Soczi       | Skicross    | Jean Frédéric Chapuis |

### Mistrzostwa Świata
| Miejsce | Dzień       | Rok  | Miejscowość          | Konkurencja | Zwycięzca             |
| ------- | ----------- | ---- | -------------------- | ----------- | --------------------- |
| 26.     | 6 marca     | 2007 | Madonna di Campiglio | Skicross    | Tomáš Kraus           |
| 15.     | 4 lutego    | 2011 | Deer Valley          | Skicross    | Christopher Del Bosco |
| 12.     | 25 stycznia | 2015 | Kreischberg          | Skicross    | Filip Flisar          |

### Puchar Świata

#### Miejsca w klasyfikacji generalnej
- sezon 2007/2008: 142.
- sezon 2008/2009: 153.
- sezon 2009/2010: 105.
- sezon 2010/2011: 79.
- sezon 2011/2012: 181.
- sezon 2012/2013: 142.
- sezon 2013/2014: 169.
- sezon 2014/2015:

#### Miejsca na podium w zawodach
1. Åre – 14 lutego 2015 (Skicross) – 3. miejsce